# هرمان ریتر
هرمان ریتر (آلمانی: Hermann Ritter؛ ۱۶ سپتامبر ۱۸۴۹–۲۵ ژانویه ۱۹۲۶) آهنگساز، مورخ موسیقی و نوازندهٔ ویولا اهل آلمان بود.
او دانش‌آموختهٔ «آکادمی نوین موسیقی» و «دانشگاه هایدلبرگ» در برلین بود.
او علاوه بر آهنگسازی، چندین کتاب دربارهٔ تاریخ موسیقی اروپا نگاشته است.